# Lista episoadelor din Star Trek: DS9
Star Trek: Deep Space Nine este a treia serie televizată din franciza Star Trek și a rulat pe micile ecrane din ianuarie 1993 până în iunie 1999. De-a lungul celor șapte sezoane, serialul a numărat un total de 176 de episoade, enumerate mai jos în ordinea cronologică a primei lor difuzări. Această ordine este aceeași cu cea din varianta pe DVD.
Episodul pilot, „Emissary”, episodul „The Way of the Warrior”, ca și cel de final, „What You Leave Behind”, au fost difuzate inițial ca un singur episod de două ore, dar au fost ulterior separate în seturi de două episoade a câte o oră. Această listă include, de asemenea, data stelară la care au loc evenimentele fiecărui episod în universul fictiv Star Trek.

## Sezoane
| Sezon | Sezon | Episoade | Premiera  | Producție pe DVD  | Producție pe DVD  |
| Sezon | Sezon | Episoade | Premiera  | Regiunea 1        | Regiunea 2        |
| ----- | ----- | -------- | --------- | ----------------- | ----------------- |
|       | 1     | 20       | 1993      | 25 februarie 2003 | 24 martie 2003    |
|       | 2     | 26       | 1993–1994 | 1 aprilie 2003    | 28 aprilie 2003   |
|       | 3     | 26       | 1994–1995 | 3 iunie 2003      | 23 iunie 2003     |
|       | 4     | 26       | 1995–1996 | 5 august 2003     | 25 august 2003    |
|       | 5     | 26       | 1996–1997 | 7 octombrie 2003  | 27 octombrie 2003 |
|       | 6     | 26       | 1997–1998 | 4 noiembrie 2003  | 8 decembrie 2003  |
|       | 7     | 26       | 1998–1999 | 2 decembrie 2003  | 22 decembrie 2003 |

## Episoade
Din totalul de 176 de episoade ale seriei, 46 au fost difuzate duminica, 86 lunea, „Life Support” a fost difuzat într-o marți, 2 episoade au rulat joia, iar 41 miercurea.

### Sezonul 1 (1993)
| # | Titlu                          | Data stelară | Regie            | Scenariu | Personaj(e) principal(e) | Premiera                    | # producție |
| --- | ------------------------------ | ------------ | ---------------- | --- | ------------------------ | --------------------------- | ----------- |
| 101 | „Emissary, Partea I”           | 46379.1      | David Carson     | Dramatizare: Michael Piller Poveste: Rick Berman și Michael Piller                                                          | Sisko                    | duminică, 3 ianuarie 1993   | 401         |
| Un nou echipaj este instalat pe o fostă stație spațială Cardassiană numită Deep Space Nine. Acesta este un echipaj comun, format din ofițeri ai Federației și ofițeri Bajorani, avându-l drept comandant pe Comandorul Sisko. Viața acestuia se schimbă radical atunci când un preot Bajoran îl declară Emisar al Profeților. |                                |              |                  | |                          |                             |             |
| 102 | „Emissary, Partea II”          | 46392.7      | David Carson     | Dramatizare: Michael Piller Poveste: Rick Berman și Michael Piller                                                          | Sisko                    | duminică, 3 ianuarie 1993   | 402         |
| Gaura de vierme Bajorană, creată de către Profeți, este descoperită, ceea ce duce la izbucnirea unei situații de criză cu Cardassienii. |                                |              |                  | |                          |                             |             |
| 103 | „Past Prologue”                | Unknown      | Winrich Kolbe    | Katharyn Powers | Kira                     | duminică, 10 ianuarie 1993  | 404         |
| Un terorist Bajoran, ce are legături cu Kira, sosește pe Deep Space Nine, dar este urmărit de Cardassieni. |                                |              |                  | |                          |                             |             |
| 104 | „A Man Alone”                  | 46421.5      | Paul Lynch       | Dramatizare: Michael Piller Poveste: Gerald Sanford & Michael Piller                                                        | Odo                      | duminică, 17 ianuarie 1993  | 403         |
| Odo este acuzat de uciderea unui criminal Bajoran. |                                |              |                  | |                          |                             |             |
| 105 | „Babel”                        | 46423.7      | Paul Lynch       | Dramatizare: Michael McGreevey & Naren Shankar Poveste: Sally Caves & Ira Steven Behr                                       | Diverse                  | duminică, 24 ianuarie 1993  | 405         |
| Un virus misterios invadează stația, cauzând defecte de vorbire și, în cele din urmă, moartea. |                                |              |                  | |                          |                             |             |
| 106 | „Captive Pursuit”              | Unknown      | Corey Allen      | Dramatizare: Jill Sherman Donner și Michael Piller Poveste: Jill Sherman Donner                                             | O'Brien                  | duminică, 31 ianuarie 1993  | 406         |
| O'Brien se împrietenește cu un extratetestru din Cuadrantul Gamma care a fost creat pentru a fi vânat. |                                |              |                  | |                          |                             |             |
| 107 | „Q-Less”                       | 46531.2      | Paul Lynch       | Dramatizare: Robert Hewitt Wolfe Poveste: Hannah Louise Shearer                                                             | Q, Vash                  | duminică, 7 februarie 1993  | 407         |
| Q și Vash sosesc pe Deep Space Nine. Totuși, Vash și-a dat seama că tovarășul său Q este o pacoste și dorește ca acesta s-o lase în pace. |                                |              |                  | |                          |                             |             |
| 108 | „Dax”                          | 46910.1      | David Carson     | Dramatizare: D. C. Fontana și Peter Allan Fields Poveste: Peter Allan Fields                                                | Dax                      | duminică, 14 februarie 1993 | 408         |
| Jadzia Dax este acuzată de o crimă comisă de simbiontul ei într-o viață anterioară. |                                |              |                  | |                          |                             |             |
| 109 | „The Passenger”                | Unknown      | Paul Lynch       | Dramatizare: Morgan Gendel & Robert Hewitt Wolfe și Michael Piller Poveste: Morgan Gendel                                   | Bashir                   | duminică, 21 februarie 1993 | 409         |
| Un criminal sinistru se ascunde în mintea cuiva de pe Deep Space Nine, dar Bashir depune eforturi pentru a afla cum este posibil un asemenea lucru. |                                |              |                  | |                          |                             |             |
| 110 | „Move Along Home”              | Unknown      | David Carson     | Dramatizare: Frederick Rappaport și Lisa Rich & Jeanne Carrigan-Fauci Poveste: Michael Piller                               | Diverse                  | duminică, 14 martie 1993    | 410         |
| Quark este forțat să joace un joc de către Wadi, o specie nou întâlnită, iar viețile echipajului depind de rezultatul jocului. |                                |              |                  | |                          |                             |             |
| 111 | „The Nagus”                    | Unknown      | David Livingston | Dramatizare: Ira Steven Behr Poveste: David Livingston                                                                      | Quark                    | duminică, 21 martie 1993    | 411         |
| Quark este numit lider al Alianței Ferengi de către Marele Nagus Zek, dar este înconjurat de dușmani. |                                |              |                  | |                          |                             |             |
| 112 | „Vortex”                       | Unknown      | Winrich Kolbe    | Sam Rolfe | Odo                      | duminică, 18 aprilie 1993   | 412         |
| Odo descoperă că ar mai putea exista și alte ființe asemenea lui, atunci când un vizitator din Cuadrantul Gamma pretinde că-i poate contacta pe semenii săi. |                                |              |                  | |                          |                             |             |
| 113 | „Battle Lines”                 | Unknown      | Paul Lynch       | Dramatizare: Richard Danus și Evan Carlos Somers Poveste: Hilary J. Bader                                                   | Sisko, Kira              | duminică, 25 aprilie 1993   | 413         |
| Liderul spiritual al Bajoranilor, Kai Opaka, face o călătorie împreună cu Sisko în Cuadrantul Gamma, dar cei doi rămân blocați pe o planetă unde morții sunt readuși la viață. |                                |              |                  | |                          |                             |             |
| 114 | „The Storyteller”              | 46729.1      | David Livingston | Dramatizare: Kurt Michael Bensmiller și Ira Steven Behr Poveste: Kurt Michael Bensmiller                                    | O'Brien, Jake Sisko      | duminică, 2 mai 1993        | 414         |
| O'Brien este recrutat pentru a salva un sat Bajoran de amenințarea distrugătoare a unei misterioase creaturi sub formă de nor. |                                |              |                  | |                          |                             |             |
| 115 | „Progress”                     | 46844.3      | Les Landau       | Peter Allan Fields | Kira                     | duminică, 9 mai 1993        | 415         |
| Kira are de-a face cu un fermier încăpățânat, care refuză să-și părăsească locuința, deși aceasta urmează a fi demolată. |                                |              |                  | |                          |                             |             |
| 116 | „If Wishes Were Horses”        | 46853.2      | Robert Legato    | Dramatizare: Nell McCue Crawford & William L. Crawford și Michael Piller Poveste: Nell McCue Crawford & William L. Crawford | Diverse                  | duminică, 16 mai 1993       | 416         |
| Deep Space Nine este pusă în pericol atunci când gândurile echipajului devin realitate, iar personaje precum Rumpelstiltskin încep să-și facă apariția. |                                |              |                  | |                          |                             |             |
| 117 | „The Forsaken”                 | 46925.1      | Les Landau       | Dramatizare: Don Carlos Dunaway și Michael Piller Poveste: Jim Trombetta                                                    | Odo                      | duminică, 23 mai 1993       | 417         |
| Ambasadorul Federației de pe Betazed, Lwaxana Troi, face o vizită pe stație. Aceasta îl îndrăgește pe Odo. |                                |              |                  | |                          |                             |             |
| 118 | „Dramatis Personae”            | 46922.3      | Cliff Bole       | Joe Menosky | Diverse                  | duminică, 30 mai 1993       | 418         |
| O navă Klingoniană iese din gaura de vierme și explodează. După acest incident, o rebeliune izbucnește pe stație, sub conducerea Maiorului Kira. |                                |              |                  | |                          |                             |             |
| 119 | „Duet”                         | Unknown      | James L. Conway  | Dramatizare: Peter Allan Fields Poveste: Lisa Rich & Jeanne Carrigan-Fauci                                                  | Kira                     | duminică, 13 iunie 1993     | 419         |
| Un oaspete Cardassian este un posibil criminal de război notoriu, iar Kira este hotărâtă să-l tragă la răspundere. |                                |              |                  | |                          |                             |             |
| 120 | „In the Hands of the Prophets” | Unknown      | David Livingston | Robert Hewitt Wolfe | Sisko, Kira              | duminică, 20 iunie 1993     | 420         |
| Divergențele se acutizează pe stație atunci când Vedek Winn sosește pe Deep Space Nine și o găsește pe învățătoarea Keiko predând copiilor o lecție despre Gaura de vierme Bajorană. |                                |              |                  | |                          |                             |             |

### Sezonul 2 (1993-1994)
| # | Titlu                          | Data stelară | Regie            | Scenariu                                                                                                   | Personaj(e) principal(e) | Premiera                     | # producție |
| --- | ------------------------------ | ------------ | ---------------- | --- | ------------------------ | ---------------------------- | ----------- |
| 201 | „Întoarcerea acasă (Partea 1)” | necunoscută  | Winrich Kolbe    | Dramatizare: Ira Steven Behr Poveste: Jeri Taylor și Ira Steven Behr                                       | Sisko, Kira              | duminică, 26 septembrie 1993 | 421         |
| Kira salvează un prizonier de război Bajoran; între timp, un grup de extremiști numiți Cercul preiau controlul planetei Bajor.                                                                                        |                                |              |                  | |                          |                              |             |
| 202 | „Cercul (Partea 2)”            | necunoscută  | Corey Allen      | Peter Allan Fields                                                                                         | Sisko, Kira              | duminică, 3 octombrie 1993   | 422         |
| Cercul încearcă să răstoarne guvernul Bajoran, dar situația este mai complicată decât pare la prima vedere. |                                |              |                  | |                          |                              |             |
| 203 | „Asediul (Partea 3)”           | necunoscută  | Winrich Kolbe    | Michael Piller                                                                                             | Sisko, Kira              | duminică, 10 octombrie 1993  | 423         |
| Sisko și Li Nalas îi împiedică pe Bajorani să rechiziționeze stația Deep Space Nine, în timp ce Kira și Dax încearcă să pună capăt activităților Cercului.                                                            |                                |              |                  | |                          |                              |             |
| 204 | „Intruziunea”                  | 47182.1      | Les Landau       | Dramatizare: John Whelpley și Robert Hewitt Wolfe Poveste: John Whelpley                                   | Dax                      | duminică, 17 octombrie 1993  | 424         |
| După ce toți ocupanții stației DS9, cu excepția personalului esențial, sunt evacuați, un Trill neunit plin de resentimente și echipajul său preiau controlul stației și încearcă să fure simbiontul Dax de la Jadzia. |                                |              |                  | |                          |                              |             |
| 205 | „Cardassienii”                 | 47177.2      | Cliff Bole       | Dramatizare: James Crocker Poveste: Gene Wolande & John Wright                                             | Diverse                  | duminică, 24 octombrie 1993  | 425         |
| Garak face cercetări asupra identității unui băiat Cardassian abandonat pe Bajor, care a fost crescut de către Bajorani.                                                                                              |                                |              |                  | |                          |                              |             |
| 206 | „Melora”                       | 47229.1      | Cliff Bole       | Dramatizare: Evan Carlos Somers, Steven Baum și Michael Piller & James Crocker Poveste: Evan Carlos Somers | Bashir                   | duminică, 31 octombrie 1993  | 426         |
| Bashir încearcă s-o ajute pe Aspiranta Melora să se adapteze la gravitația „normală”. |                                |              |                  | |                          |                              |             |
| 207 | „Reguli de achiziție”          | Unknown      | David Livingston | Dramatizare: Ira Steven Behr Poveste: Hilary J. Bader                                                      | Quark                    | duminică, 7 noiembrie 1993   | 427         |
| Quark îl reprezintă pe Marele Nagus Zek într-o tentativă de a stabili o prezență comercială a rasei Ferengi în Cuadrantul Gamma.                                                                                      |                                |              |                  | |                          |                              |             |
| 208 | „Un rău necesar”               | 47282.5      | James L. Conway  | Peter Allan Fields                                                                                         | Odo, Kira                | duminică, 14 noiembrie 1993  | 428         |
| Atunci când Quark este împușcat, Odo redeschide un caz de crimă vechi de cinci ani. |                                |              |                  | |                          |                              |             |
| 209 | „Dublă viziune”                | 47329.4      | Alexander Singer | Dramatizare: Mark Gehred-O'Connell & Ira Steven Behr și Robert Hewitt Wolfe Poveste: Mark Gehred-O'Connell | Sisko                    | duminică, 21 noiembrie 1993  | 429         |
| O femeie misterioasă îi atrage atenția lui Sisko atunci când se întâlnesc în câteva rânduri. |                                |              |                  | |                          |                              |             |
| 210 | „Sanctuar”                     | 47391.2      | Les Landau       | Dramatizare: Frederick Rappaport Poveste: Gabe Essoe & Kelley Miles                                        | Kira                     | duminică, 28 noiembrie 1993  | 430         |
| Niște fermieri umanoizi strămutați din Cuadrantul Gamma pretind că Bajor este legendara lor planetă natală, Kentanna.                                                                                                 |                                |              |                  | |                          |                              |             |
| 211 | „Rivali”                       | Unknown      | David Livingston | Dramatizare: Joe Menosky Poveste: Jim Trombetta & Michael Piller                                           | Quark                    | duminică, 2 ianuarie 1994    | 431         |
| Quark se simte amenințat atunci când un escroc fermecător își deschide un bar, făcându-i astfel concurență cu ajutorul unui dispozitiv care-i aduce noroc.                                                            |                                |              |                  | |                          |                              |             |
| 212 | „Alternul”                     | 47391.7      | David Carson     | Dramatizare: Bill Dial Poveste: Jim Trombetta și Bill Dial                                                 | Odo                      | duminică, 9 ianuarie 1994    | 432         |
| Un savant găsește în Cuadrantul Gamma o formă de viață care pare a fi înrudită cu Odo. |                                |              |                  | |                          |                              |             |
| 213 | „Jocul apocalipsei”            | Unknown      | Winrich Kolbe    | Morgan Gendel                                                                                              | Bashir, O'Brien          | duminică, 30 ianuarie 1994   | 433         |
| O'Brien și Bashir ajută două rase aflate în stare de război să șteargă orice urmă a unei arme biologice mortale, dar nu li se acordă încrederea că vor păstra secret ceea ce au aflat.                                |                                |              |                  | |                          |                              |             |
| 214 | „Șoapte”                       | 47552.1      | Les Landau       | Paul Robert Coyle                                                                                          | O'Brien                  | duminică, 6 februarie 1994   | 434         |
| În timp ce pregătește stația pentru negocierile de pace ce urmează a avea loc, O'Brien descoperă că membrii echipajului i-au ascuns diverse informații și au dat ordine fără știrea lui.                              |                                |              |                  | |                          |                              |             |
| 215 | „Paradisul”                    | 47573.1      | Corey Allen      | Dramatizare: Jeff King și Richard Manning & Hans Beimler Poveste: Jim Trombetta și James Crocker           | Sisko                    | duminică, 13 februarie 1994  | 435         |
| Comandorul Sisko și Maistrul O'Brien sunt blocați pe o planetă al cărei conducătoare refuză folosirea tehnologiei, chiar dacă acest lucru înseamnă moartea.                                                           |                                |              |                  | |                          |                              |             |
| 216 | „Teatrul umbrelor”             | 47603.3      | Robert Scheerer  | Robert Hewitt Wolfe                                                                                        | Odo, Kira, Jake Sisko    | duminică, 20 februarie 1994  | 436         |
| Odo și Dax investighează cazul unui oraș al cărui locuitori încep să dispară. |                                |              |                  | |                          |                              |             |
| 217 | „Joaca de-a Dumnezeu”          | Unknown      | David Livingston | Dramatizare: Jim Trombetta și Michael Piller Poveste: Jim Trombetta                                        | Dax                      | duminică, 27 februarie 1994  | 437         |
| Un proto-univers amenință să distrugă stația și planeta Bajor. |                                |              |                  | |                          |                              |             |
| 218 | „Câștig și pierdere”           | Unknown      | Robert Wiemer    | Flip Kobler și Cindy Marcus                                                                                | Quark                    | duminică, 20 martie 1994     | 438         |
| Quark se reîntâlnește cu fosta sa iubită, doar pentru a descoperi că aceasta este implicată într-o intrigă politică primejdioasă.                                                                                     |                                |              |                  | |                          |                              |             |
| 219 | „Jurământ de sânge”            | Unknown      | Winrich Kolbe    | Dramatizare și poveste: Peter Allan Fields Idee: Andrea Moore Alton                                        | Dax                      | duminică, 27 martie 1994     | 439         |
| Jadzia Dax onorează un jurământ făcut de Curzon Dax unui grup de Klingonieni, și pornește împreună cu ei într-o cruciadă împotriva dușmanului lor de moarte.                                                          |                                |              |                  | |                          |                              |             |
| 220 | „Maquizii, Partea I”           | Unknown      | David Livingston | Dramatizare: James Crocker Poveste: Rick Berman și Michael Piller & Jeri Taylor și James Crocker           | Sisko                    | duminică, 24 aprilie 1994    | 440         |
| Un grup de coloniști ai Federației resping tratatul cu Cardassienii și își iau soarta în mâini, formând un grup terorist numit „Maquis”.                                                                              |                                |              |                  | |                          |                              |             |
| 221 | „Maquizii, Partea a II-a”      | Unknown      | Corey Allen      | Dramatizare: Ira Steven Behr Poveste: Rick Berman și Michael Piller & Jeri Taylor și Ira Steven Behr       | Sisko                    | duminică, 1 mai 1994         | 441         |
| Un grup de coloniști ai Federației resping tratatul cu Cardassienii și își iau soarta în mâini, formând un grup terorist numit „Maquis”.                                                                              |                                |              |                  | |                          |                              |             |
| 222 | „Implantul”                    | Unknown      | Kim Friedman     | Robert Hewitt Wolfe                                                                                        | Bashir, Garak            | duminică, 8 mai 1994         | 442         |
| Pentru a salva viața lui Garak, Bashir trebuie să dezvăluie câteva secrete din trecutul Cardassianului. |                                |              |                  | |                          |                              |             |
| 223 | „Traversarea”                  | Unknown      | David Livingston | Dramatizare: Peter Allan Fields și Michael Piller Poveste: Peter Allan Fields                              | Kira, Bashir             | duminică, 15 mai 1994        | 443         |
| Kira și Bashir ajung în Universul în oglindă. |                                |              |                  | |                          |                              |             |
| 224 | „Colaboratorul”                | Unknown      | Cliff Bole       | Dramatizare: Gary Holland & Ira Steven Behr și Robert Hewitt Wolfe Poveste: Gary Holland                   | Kira                     | duminică, 22 mai 1994        | 444         |
| Un Bajoran care a ajutat forțele de ocupație Cardassiene dorește să se întoarcă acasă. |                                |              |                  | |                          |                              |             |
| 225 | „Tribunal”                     | 47944.2      | Avery Brooks     | Bill Dial                                                                                                  | O'Brien                  | duminică, 5 iunie 1994       | 445         |
| O'Brien este găsit vinovat și abia apoi judecat într-un tribunal de pe Cardassia Prime. |                                |              |                  | |                          |                              |             |
| 226 | „Jem'Hadar-ii”                 | Unknown      | Kim Friedman     | Ira Steven Behr                                                                                            | Sisko, Quark, Jake Sisko | duminică, 12 iunie 1994      | 446         |
| Sisko, Jake, Nog și Quark merg într-o excursie pe o planetă din Cuadrantul Gamma, dar sunt capturați de niște soldați misterioși numiți Jem'Hadar și întâlnesc o forță ce poate rivaliza cu Federația.                |                                |              |                  | |                          |                              |             |

### Sezonul 3 (1994–1995)
| # | Titlu                         | Data stelară | Regie            | Scenariu                                                                                        | Personaj(e) principal(e) | Premiera                 | # producție |
| --- | ----------------------------- | ------------ | ---------------- | ----------------------------------------------------------------------------------------------- | ------------------------ | ------------------------ | ----------- |
| 301 | „Căutarea, Partea I”          | 48213.1      | Kim Friedman     | Dramatizare: Ronald D. Moore Poveste: Ira Steven Behr și Robert Hewitt Wolfe                    | Diverse                  | luni, 26 septembrie 1994 | 447         |
| Sisko merge cu USS Defiant în Cuadrantul Gamma pentru a-i găsi pe misterioșii lideri ai Dominionului și pentru a evita astfel un război, în timp ce Odo este atras din instict către planeta sa natală.                           |                               |              |                  |                                                                                                 |                          |                          |             |
| 302 | „Căutarea, Partea II”         | 48213.1      | Jonathan Frakes  | Dramatizare: Ira Steven Behr Poveste: Ira Steven Behr și Robert Hewitt Wolfe                    | Diverse                  | luni, 3 octombrie 1994   | 448         |
| Odo începe să formeze o legătură cu semenii săi Polimorfi, în timp ce Sisko încearcă să negocieze pacea cu Dominionul. |                               |              |                  |                                                                                                 |                          |                          |             |
| 303 | „The House of Quark”          | 48224.2      | Les Landau       | Dramatizare: Ronald D. Moore Poveste: Tom Benko                                                 | Quark                    | luni, 10 octombrie 1994  | 449         |
| Quark minte în legătură cu uciderea unui Klingonian și este apoi obligat să o ia în căsătorie pe văduva acestuia, întemeind 'Casa lui Quark'.                                                                                     |                               |              |                  |                                                                                                 |                          |                          |             |
| 304 | „Equilibrium”                 | 48231.7      | Cliff Bole       | Dramatizare: René Echevarria Poveste: Christopher Teague                                        | Dax                      | luni, 17 octombrie 1994  | 450         |
| Un secret din trecutul lui Dax ar putea însemna sfârșitul vieții pentru actuala sa gazdă. |                               |              |                  |                                                                                                 |                          |                          |             |
| 305 | „Second Skin”                 | 48244.5      | Les Landau       | Robert Hewitt Wolfe                                                                             | Kira                     | luni, 24 octombrie 1994  | 451         |
| Kira este răpită de Cardassieni, înfățișarea îi este schimbată prin mijloace chirurgicale pentru a arăta ca o femeie Cardassiană și i se spune că este de fapt o agentă Cardassiană sub acoperire.                                |                               |              |                  |                                                                                                 |                          |                          |             |
| 306 | „The Abandoned”               | 48301.1      | Avery Brooks     | D. Thomas Maio și Steve Warnek                                                                  | Odo                      | luni, 31 octombrie 1994  | 452         |
| Un copil Jem'Hadar este găsit printre rămășițele unei nave prăbușite, iar Odo se străduiește să-l învețe pe micul soldat, care se maturizează văzând cu ochii, să-și folosească propria judecată.                                 |                               |              |                  |                                                                                                 |                          |                          |             |
| 307 | „Civil Defense”               | 48388.8      | Reza Badiyi      | Mike Krohn                                                                                      | Diverse                  | luni, 7 noiembrie 1994   | 453         |
| Stația Deep Space Nine este închisă progresiv, după ce O'Brien, Jake și Sisko activează din greșeală un program de securitate Cardassian automat.                                                                                 |                               |              |                  |                                                                                                 |                          |                          |             |
| 308 | „Meridian”                    | 48423.2      | Jonathan Frakes  | Dramatizare: Mark Gehred-O'Connell Poveste: Hilary J. Bader și Evan Carlos Somers               | Dax                      | luni, 14 noiembrie 1994  | 454         |
| Dax se îndrăgostește de un bărbat care urmează să dispară în scurt timp. |                               |              |                  |                                                                                                 |                          |                          |             |
| 309 | „Defiant”                     | 48467.3      | Cliff Bole       | Ronald D. Moore                                                                                 | Sisko, Kira, Tom Riker   | luni, 21 noiembrie 1994  | 455         |
| Tom Riker, dându-se drept Comandorul Riker, își face apariția neanunțat, și se folosește de atenția pe care Kira i-o acordă pentru a fura nava USS Defiant și a o duce într-o misiune pentru gruparea Maquis.                     |                               |              |                  |                                                                                                 |                          |                          |             |
| 310 | „Fascination”                 | 48441.6      | Avery Brooks     | Dramatizare: Philip Lazebnik Poveste: Ira Steven Behr și James Crocker                          | Diverse                  | luni, 28 noiembrie 1994  | 456         |
| Lwaxana Troi îi face avansuri lui Odo în timpul Festivalului Bajoran al Recunoștinței, în timp ce membri ai echipajului se îndrăgostesc subit unul de altul.                                                                      |                               |              |                  |                                                                                                 |                          |                          |             |
| 311 | „Past Tense, Partea I”        | 48481.2      | Reza Badiyi      | Dramatizare: Robert Hewitt Wolfe Poveste: Ira Steven Behr și Robert Hewitt Wolfe                | Sisko, Bashir            | luni, 2 ianuarie 1995    | 457         |
| Un accident al teleportorului îi trimite pe Sisko, Bashir și Dax trei secole înapoi în trecutul întunecat al Pământului. |                               |              |                  |                                                                                                 |                          |                          |             |
| 312 | „Past Tense, Partea II”       | 48481.2      | Jonathan Frakes  | Dramatizare: Ira Steven Behr și René Echevarria Poveste: Ira Steven Behr și Robert Hewitt Wolfe | Sisko, Bashir            | luni, 9 ianuarie 1995    | 458         |
| Sisko își asumă rolul unui personaj istoric pentru a repara linia temporală. |                               |              |                  |                                                                                                 |                          |                          |             |
| 313 | „Life Support”                | 48498.4      | Reza Badiyi      | Dramatizare: Ronald D. Moore Poveste: Christian Ford și Roger Soffer                            | Kira, Bashir             | marți, 31 ianuarie 1995  | 459         |
| Etica lui Bashir este pusă la încercare atunci când este nevoit să-l țină în viață pe Vedek Bareil destul pentru a o putea ajuta pe Kai Winn să ducă la bun sfârșit negocierile pentru un tratat de pace cu Cardassia.            |                               |              |                  |                                                                                                 |                          |                          |             |
| 314 | „Heart of Stone”              | 48521.5      | Alexander Singer | Ira Steven Behr and Robert Hewitt Wolfe                                                         | Odo, Kira                | luni, 6 februarie 1995   | 460         |
| Atunci când viața Kirei este pusă în pericol, Odo își dă seama de profunzimea sentimentelor pe care le are pentru ea. |                               |              |                  |                                                                                                 |                          |                          |             |
| 315 | „Destiny”                     | 48543.2      | Les Landau       | David S. Cohen și Martin A. Winer                                                               | Sisko                    | luni, 13 februarie 1995  | 461         |
| În ciuda unei profeții Bajorane ce anunță un dezastru, Sisko participă la o acțiune științifică împreună cu Cardassienii, pentru a deschide un canal de comunicare prin gaura de vierme Bajorană.                                 |                               |              |                  |                                                                                                 |                          |                          |             |
| 316 | „Prophet Motive”              | 48555.5      | René Auberjonois | Ira Steven Behr and Robert Hewitt Wolfe                                                         | Quark                    | luni, 20 februarie 1995  | 462         |
| Quark descoperă că Marele Nagus Zek a scris o nouă versiune a Regulilor Achiziției, ceea ce ar pune capăt modului de viață tradițional al rasei Ferengi.                                                                          |                               |              |                  |                                                                                                 |                          |                          |             |
| 317 | „Visionary”                   | 48576.7      | Reza Badiyi      | Dramatizare: John Shirley Poveste: Ethan H. Calk                                                | O'Brien                  | luni, 27 februarie 1995  | 463         |
| Expunerea la radiații îl face pe O'Brien să sară preț de câteva momente câteva ore în viitor, când Deep Space Nine găzduiește delegații Romulane și Klingoniene.                                                                  |                               |              |                  |                                                                                                 |                          |                          |             |
| 318 | „Distant Voices”              | 48592.2      | Alexander Singer | Dramatizare: Ira Steven Behr & Robert Hewitt Wolfe Poveste: Joe Menosky                         | Bashir                   | luni, 10 aprilie 1995    | 464         |
| Julian Bashir este supus unui atac telepatic, în care stația Deep Space Nine este o reprezentare a minții lui, echipajul întruchipează aspecte ale personalității sale, iar el îmbătrânește rapid.                                |                               |              |                  |                                                                                                 |                          |                          |             |
| 319 | „Through the Looking Glass”   | 48601.1      | Winrich Kolbe    | Ira Steven Behr și Robert Hewitt Wolfe                                                          | Sisko                    | luni, 17 aprilie 1995    | 466         |
| Sisko este convins de către "Smiley" O'Brien dintr-un univers paralel să-și asume rolul Căpitanului Sisko decedat, pentru a o convinge pe Jennifer Sisko să treacă de partea Terranilor.                                          |                               |              |                  |                                                                                                 |                          |                          |             |
| 320 | „Improbable Cause (Partea 1)” | 48620.3      | Avery Brooks     | Dramatizare: René Echevarria Poveste: Robert Lederman & David R. Long                           | Odo, Garak               | luni, 24 aprilie 1995    | 465         |
| Atelierul de croitorie al lui Garak este atacat cu o bombă, forțându-l pe Odo să pornească o anchetă pentru a afla cine îl vrea mort pe Cardassianul exilat și de ce.                                                             |                               |              |                  |                                                                                                 |                          |                          |             |
| 321 | „The Die is Cast (Partea 2)”  | 48622.5      | David Livingston | Ronald D. Moore                                                                                 | Odo, Garak               | luni, 1 mai 1995         | 467         |
| Garak îl torturează cu reticență pe Odo pentru a obține informații și a-și dovedi astfel loialitatea față de fostul său mentor, în timp ce un atac comun al Tal Shiar și al Ordinului Obsidian se desfășoară asupra Polimorfilor. |                               |              |                  |                                                                                                 |                          |                          |             |
| 322 | „Explorers”                   | 48699.9      | Cliff Bole       | Dramatizare: René Echevarria Poveste: Hilary J. Bader                                           | Sisko, Jake Sisko        | luni, 8 mai 1995         | 468         |
| Sisko construiește o replică a unei nave spațiale Bajorane antice și, împreună cu Jake, încearcă să demonstreze că Bajoranii au ajuns la capacitatea de a călători în spațiu înaintea Cardassienilor.                             |                               |              |                  |                                                                                                 |                          |                          |             |
| 323 | „Family Business”             | 48731.2      | René Auberjonois | Ira Steven Behr și Robert Hewitt Wolfe                                                          | Quark                    | luni, 15 mai 1995        | 469         |
| Quark revine pe planeta sa natală pentru a o confrunta pe mama sa, după ce află de la Autoritatea Comercială Ferengi că aceasta a încălcat legea făcând profit.                                                                   |                               |              |                  |                                                                                                 |                          |                          |             |
| 324 | „Shakaar”                     | 48764.8      | Jonathan West    | Gordon Dawson                                                                                   | Kira                     | luni, 22 mai 1995        | 470         |
| Kai Winn are nevoie ca Kira sa-l convingă pe fostul lider al rezistenței, acum fermier pe Bajor, să returneze niște dispozitive de ecologizare a solului, necesare în altă parte.                                                 |                               |              |                  |                                                                                                 |                          |                          |             |
| 325 | „Facets”                      | 48959.1      | Cliff Bole       | René Echevarria                                                                                 | Dax                      | luni, 12 iunie 1995      | 471         |
| Jadzia Dax se luptă cu sentimente de inferioritate atunci când întâlnește fostele gazde ale simbiontului într-o ceremonie Trill.                                                                                                  |                               |              |                  |                                                                                                 |                          |                          |             |
| 326 | „The Adversary”               | 48962.5      | Alexander Singer | Ira Steven Behr și Robert Hewitt Wolfe                                                          | Diverse                  | luni, 19 iunie 1995      | 472         |
| Un Polimorf sabotează nava USS Defiant în încercarea de a provoca un război în Cuadrantul Alfa, lăsând Dominionului loc să invadeze.                                                                                              |                               |              |                  |                                                                                                 |                          |                          |             |

### Sezonul 4 (1995–1996)
| # | Titlu                               | Data stelară | Regie            | Scenariu                                                                                     | Personaj(e) principal(e) | Premiera                  | # producție |
| --- | ----------------------------------- | ------------ | ---------------- | -------------------------------------------------------------------------------------------- | ------------------------ | ------------------------- | ----------- |
| 401 | „The Way of the Warrior, Partea I”  | 49011.4      | James L. Conway  | Ira Steven Behr și Robert Hewitt Wolfe                                                       | Worf                     | luni, 2 octombrie 1995    | 473         |
| O flotă Klingoniană sosește pentru a extinde Imperiul Klingonian, în încercarea de a ține piept Dominionului, iar Worf este adus pe DS9 pentru a purta negocieri. |                                     |              |                  |                                                                                              |                          |                           |             |
| 402 | „The Way of the Warrior, Partea II” | 49011.4      | James L. Conway  | Ira Steven Behr și Robert Hewitt Wolfe                                                       | Worf                     | luni, 2 octombrie 1995    | 474         |
| Imperiul Klingonian revocă tratatul de pace cu Federația, iar Worf trebuie să decidă cui îi este loial, atunci când flota Klingoniană pornește un atac asupra Uniunii Cardassiene. |                                     |              |                  |                                                                                              |                          |                           |             |
| 403 | „The Visitor”                       | 49037.7      | David Livingston | Michael Taylor                                                                               | Sisko, Jake Sisko        | luni, 9 octombrie 1995    | 476         |
| Jake Sisko, acum în vârstă, relatează povestea pierderii tatălui său într-un accident temporal. |                                     |              |                  |                                                                                              |                          |                           |             |
| 404 | „Hippocratic Oath”                  | 49066.5      | René Auberjonois | Dramatizare: Lisa Klink Poveste: Nicholas Corea și Lisa Klink                                | Bashir, O'Brien          | luni, 16 octombrie 1995   | 475         |
| Bashir ajută un grup de soldați Jem'Hadar în încercarea lor de a-și depăși dependența de Ketracel White. |                                     |              |                  |                                                                                              |                          |                           |             |
| 405 | „Indiscretion”                      | 49122.4      | LeVar Burton     | Dramatizare: Nicholas Corea Poveste: Toni Marberry & Jack Treviño                            | Kira, Dukat              | luni, 23 octombrie 1995   | 477         |
| Forțată să-l ia pe Dukat într-o misiune personală, Kira descoperă motivul real pentru care vechiul său dușman dorește s-o însoțească. |                                     |              |                  |                                                                                              |                          |                           |             |
| 406 | „Rejoined”                          | 49195.5      | Avery Brooks     | Dramatizare: Ronald D. Moore și René Echevarria Poveste: René Echevarria                     | Dax                      | luni, 30 octombrie 1995   | 478         |
| Dax se reîntâlnește cu partenera de viață a uneia dintre fostele gazde ale simbiontului său, iar cele două femei se străduiesc să-și stăpânească sentimentele pe care le au una pentru cealaltă. |                                     |              |                  |                                                                                              |                          |                           |             |
| 407 | „Starship Down”                     | 49263.5      | Alexander Singer | David Mack și John J. Ordover                                                                | Various                  | luni, 6 noiembrie 1995    | 479         |
| Nava USS Defiant este blocată în atmosfera volatilă a unei planete după o confruntare cu Jem'Hadar. |                                     |              |                  |                                                                                              |                          |                           |             |
| 408 | „Little Green Men”                  | 49201.3      | James L. Conway  | Dramatizare: Ira Steven Behr & Robert Hewitt Wolfe Poveste: Toni Marberry & Jack Treviño     | Quark, Rom, Nog          | luni, 13 noiembrie 1995   | 480         |
| Quark, Rom și Nog sunt împinși din întâmplare în trecut, ajungând la Roswell, New Mexico, planeta Pământ în anul 1947. |                                     |              |                  |                                                                                              |                          |                           |             |
| 409 | „The Sword of Kahless”              | 49263.5      | LeVar Burton     | Dramatizare: Hans Beimler Poveste: Richard Danus                                             | Worf                     | luni, 20 noiembrie 1995   | 481         |
| Worf, Dax și un venerat războinic Klingonian, Kor, pleacă în căutarea Săbiei lui Kahless, pentru a unifica Imperiul Klingonian. |                                     |              |                  |                                                                                              |                          |                           |             |
| 410 | „Our Man Bashir”                    | 49300.7      | Winrich Kolbe    | Dramatizare: Ronald D. Moore Poveste: Robert Gillan                                          | Bashir                   | luni, 27 noiembrie 1995   | 482         |
| Bashir joacă rolul unui agent secret din anii 1960 într-un program holografic, dar când, într-o situație de urgență, acesta este folosit pentru a păstra șabloanele de teleportare ale câtorva membri ai echipajului, Bashir trebuie să ia decizii de viață și de moarte. |                                     |              |                  |                                                                                              |                          |                           |             |
| 411 | „Homefront (Partea 1)”              | 49170        | David Livingston | Ira Steven Behr și Robert Hewitt Wolfe                                                       | Sisko                    | luni, 1 ianuarie 1996     | 483         |
| Sisko și Odo sunt aduși pe Pământ, atunci când apar suspiciuni că Polimorfii s-au infiltrat în Flota Stelară. |                                     |              |                  |                                                                                              |                          |                           |             |
| 412 | „Paradise Lost (Part 2)”            | 49482.3      | Reza Badiyi      | Dramatizare: Ira Steven Behr și Hans Beimler Poveste: Ronald D. Moore                        | Sisko                    | luni, 8 ianuarie 1996     | 484         |
| În timp ce Sisko și Odo se pregătesc de invazia Dominionului, ei descoperă un plan de a pune Federația sub control militar. |                                     |              |                  |                                                                                              |                          |                           |             |
| 413 | „Crossfire”                         | 49517.3      | Les Landau       | René Echevarria                                                                              | Odo                      | luni, 29 ianuarie 1996    | 485         |
| Sentimentele ascunse ale lui Odo pentru Kira ies la iveală atunci când Primul Ministru Bajoran, aflat în vizită, începe s-o curteze. |                                     |              |                  |                                                                                              |                          |                           |             |
| 414 | „Return to Grace”                   | 49534.2      | Jonathan West    | Dramatizare: Hans Beimler Poveste: Tom Benko                                                 | Kira, Dukat              | luni, 5 februarie 1996    | 486         |
| Dukat îi cere ajutorul Kirei pentru a-și recăpăta rangul în Imperiul Cardassian. |                                     |              |                  |                                                                                              |                          |                           |             |
| 415 | „Sons of Mogh”                      | 49556.2      | David Livingston | Ronald D. Moore                                                                              | Worf                     | luni, 12 februarie 1996   | 487         |
| Exclus din societatea Klingoniană din cauza dezonoarei lui Worf, fratele acestuia îl roagă pe Worf să-l omoare. Între timp, descoperim că Klingonienii au amplasat un câmp de mine camuflat la intrarea în gaura de vierme. |                                     |              |                  |                                                                                              |                          |                           |             |
| 416 | „Bar Association”                   | 49565.1      | LeVar Burton     | Dramatizare: Robert Hewitt Wolfe și Ira Steven Behr Poveste: Barbara J. Lee & Jenifer A. Lee | Quark, Rom               | Monday, 19 februarie 1996 | 488         |
| Rom înființează un sindicat pentru angajații lui Quark și intră în grevă. |                                     |              |                  |                                                                                              |                          |                           |             |
| 417 | „Accession”                         | 49600.7      | Les Landau       | Jane Espenson                                                                                | Sisko                    | luni, 26 februarie 1996   | 489         |
| Un faimos poet Bajoran, care dispăruse în urmă cu 200 de ani, reapare din gaura de vierme și îl convinge pe Sisko că el este adevăratul Emisar. |                                     |              |                  |                                                                                              |                          |                           |             |
| 418 | „Rules of Engagement”               | 49665.3      | LeVar Burton     | Dramatizare: Ronald D. Moore Poveste: David Weddle & Bradley Thompson                        | Worf                     | luni, 8 aprilie 1996      | 490         |
| Worf distruge din greșeală o navă civilă în timpul unei confruntări militare, și este chemat la o audiere, pentru a determina dacă trebuie să fie extrădat Imperiului Klingonian. |                                     |              |                  |                                                                                              |                          |                           |             |
| 419 | „Hard Time”                         | 49680.5      | Alexander Singer | Dramatizare: Robert Hewitt Wolfe Poveste: Daniel Keys Moran și Lynn Barker                   | O'Brien                  | luni, 15 aprilie 1996     | 491         |
| O'Brien este încarcerat timp de 20 de ani pe o planetă extraterestră, sub acuzații de spionaj. Însă, această experiență îi este implantată în minte, iar O'Brien face eforturi pentru a se readapta la viața sa de pe stație. |                                     |              |                  |                                                                                              |                          |                           |             |
| 420 | „Shattered Mirror”                  | 49699.1      | James L. Conway  | Ira Steven Behr și Hans Beimler                                                              | Sisko, Jake Sisko        | luni, 22 aprilie 1996     | 492         |
| Sisko încearcă să-l salveze pe Jake, după ce acesta este atras într-un univers devastat de război de către copia vie a mamei sale. |                                     |              |                  |                                                                                              |                          |                           |             |
| 421 | „The Muse”                          | 49702.2      | David Livingston | Dramatizare: René Echevarria Poveste: René Echevarria și Majel Barrett-Roddenberry           | Odo, Jake Sisko          | luni, 29 aprilie 1996     | 493         |
| În timp ce Odo o ajută pe Lwaxana Troi, care este însărcinată, Jake cade în mrejele unei femeie misterioase. |                                     |              |                  |                                                                                              |                          |                           |             |
| 422 | „For the Cause”                     | 49729.8      | James L. Conway  | Dramatizare: Ronald D. Moore Poveste: Mark Gehred-O'Connell                                  | Sisko                    | luni, 6 mai 1996          | 494         |
| Sisko află că prietena lui, Kasidy, ar putea face contrabandă pentru gruparea Maquis. |                                     |              |                  |                                                                                              |                          |                           |             |
| 423 | „To the Death”                      | 49904.2      | LeVar Burton     | Ira Steven Behr și Robert Hewitt Wolfe                                                       | Various                  | luni, 13 mai 1996         | 496         |
| Sisko și echipajul navei Defiant își unesc forțele cu trupele Jem'Hadar, pentru a opri ascensiunea unui grup de dezertori Jem'Hadar spre putere. |                                     |              |                  |                                                                                              |                          |                           |             |
| 424 | „The Quickening”                    | 49909.7      | René Auberjonois | Naren Shankar                                                                                | Bashir                   | luni, 20 mai 1996         | 495         |
| Bashir încearcă să vindece populația unei planete din Cuadrantul Gamma de o boală creată artificial de către Dominion în urmă cu 200 de ani. |                                     |              |                  |                                                                                              |                          |                           |             |
| 425 | „Body Parts”                        | 49930.3      | Avery Brooks     | Dramatizare: Hans Beimler Poveste: Louis P. DeSantis & Robert J. Bolivar                     | Quark                    | luni, 10 iunie 1996       | 497         |
| Quark este diagnosticat cu o boală terminală și își vinde bucăți din corp la Bursa Ferengi. Însă, atunci când află că nu este pe moarte și că și-a vândut rămășițele dușmanului său absolut, Brunt, Quark este pus în fața unei dileme: ar trebui să se sinucidă, sau să încalce cele mai sacre reguli Ferengi și să rupă un contract? Între timp, copilul nenăscut al lui Keiko este transferat în corpul Maiorului Kira atunci când Keiko este grav rănită. Viața copilului este astfel salvată. |                                     |              |                  |                                                                                              |                          |                           |             |
| 426 | „Broken Link”                       | 49962.4      | Les Landau       | Dramatizare: Ira Steven Behr și Robert Hewitt Wolfe Poveste: George A. Brozak                | Odo                      | luni, 17 iunie 1996       | 498         |
| Odo este forțat să se întoarcă la semenii săi, Polimorfi, pentru a fi judecat pentru uciderea unuia dintre ei. |                                     |              |                  |                                                                                              |                          |                           |             |

### Sezonul 5 (1996–1997)
| # | Titlu                                          | Data stelară | Regie                  | Scenariu | Personaj(e) principal(e) | Premiera                 | # producție |
| --- | ---------------------------------------------- | ------------ | ---------------------- | --- | ------------------------ | ------------------------ | ----------- |
| 501 | „Apocalypse Rising”                            | Necunoscută  | James L. Conway        | Ira Steven Behr și Robert Hewitt Wolfe                                                                        | Sisko, Odo, O'Brien      | luni, 30 septembrie 1996 | 499         |
| Flota Stelară apelează la Sisko pentru a-l demasca pe Polimorful infiltrat în Imperiul Klingonian.                                            |                                                |              |                        | |                          |                          |             |
| 502 | „The Ship”                                     | 50049.3      | Kim Friedman           | Dramatizare: Hans Beimler Poveste: Pam Wigginton & Rick Cason                                                 | Sisko, Dax, O'Brien      | luni, 7 octombrie 1996   | 500         |
| Sisko pretinde drepturi de ranfluare asupra unei nave Jem'Hadar.                                                                              |                                                |              |                        | |                          |                          |             |
| 503 | „Looking for par'Mach in All the Wrong Places” | Necunoscută  | Andrew J. Robinson     | Ronald D. Moore                                                                                               | Worf, Dax, Quark         | luni, 14 octombrie 1996  | 501         |
| Worf se îndrăgostește de fosta soție a lui Quark, dar este surprins să afle că Dax este interesată de el.                                     |                                                |              |                        | |                          |                          |             |
| 504 | „...Nor the Battle to the Strong”              | Necunoscută  | Kim Friedman           | Dramatizare: René Echevarria Poveste: Brice R. Parker                                                         | Jake Sisko, Bashir       | luni, 21 octombrie 1996  | 502         |
| Jake Sisko ajunge să cunoască ororile războiului din proprie experiență.                                                                      |                                                |              |                        | |                          |                          |             |
| 505 | „The Assignment”                               | Necunoscută  | Allan Kroeker          | Dramatizare: David Weddle & Bradley Thompson Poveste: David R. Long & Robert Lederman                         | O'Brien                  | luni, 28 octombrie 1996  | 504         |
| Keiko este posedată de un Pah-wraith malefic, care are un interes ascuns.                                                                     |                                                |              |                        | |                          |                          |             |
| 506 | „Trials and Tribble-ations”                    | 4523.7       | Jonathan West          | Dramatizare: Ronald D. Moore & René Echevarria Poveste: Ira Steven Behr și Hans Beimler & Robert Hewitt Wolfe | Diverse                  | luni, 4 noiembrie 1996   | 503         |
| Sisko și echipajul său se întorc în timpul Căpitanului Kirk pentru a identifica o bombă camuflată sub forma unui tribble.                     |                                                |              |                        | |                          |                          |             |
| 507 | „Let He Who Is Without Sin...”                 | Necunoscută  | René Auberjonois       | Robert Hewitt Wolfe și Ira Steven Behr                                                                        | Worf, Dax                | luni, 11 noiembrie 1996  | 505         |
| Un lider fundamentalist răspândește ideea că Risa corupe Federația.                                                                           |                                                |              |                        | |                          |                          |             |
| 508 | „Things Past”                                  | Necunoscută  | LeVar Burton           | Michael Taylor                                                                                                | Sisko, Odo, Dax          | luni, 18 noiembrie 1996  | 506         |
| Sisko, Odo, Dax și Garak se află pe stația Terok Nor în timpul ocupației Cardassiene a Bajorului.                                             |                                                |              |                        | |                          |                          |             |
| 509 | „The Ascent”                                   | Necunoscută  | Allan Kroeker          | Ira Steven Behr și Robert Hewitt Wolfe                                                                        | Odo, Quark               | luni, 25 noiembrie 1996  | 507         |
| După ce se prăbușesc cu naveta pe o planetă, Quark și Odo trebuie să ecaladeze un munte pentru a putea trimite un semnal S.O.S.               |                                                |              |                        | |                          |                          |             |
| 510 | „Rapture”                                      | Necunoscută  | Jonathan West          | Dramatizare: Hans Beimler Poveste: L.J. Strom                                                                 | Sisko                    | luni, 30 decembrie 1996  | 508         |
| În urma unui accident, Sisko începe să aibă viziuni profetice.                                                                                |                                                |              |                        | |                          |                          |             |
| 511 | „The Darkness and the Light”                   | 50416.2      | Mike Vejar             | Dramatizare: Ronald D. Moore Poveste: Bryan Fuller                                                            | Kira                     | luni, 6 ianuarie 1997    | 509         |
| Cineva îi ucide unul câte unul pe prietenii Maiorului Kira, iar ea însăși at putea fi următoarea victimă.                                     |                                                |              |                        | |                          |                          |             |
| 512 | „The Begotten”                                 | Necunoscută  | Jesús Salvador Treviño | René Echevarria                                                                                               | Odo                      | luni, 27 ianuarie 1997   | 510         |
| Când Quark descoperă un nou-născut Polimorf, acest lucru are un efect profund asupra lui Odo. Între timp, Kira dă naștere unui băiat sănătos. |                                                |              |                        | |                          |                          |             |
| 513 | „For the Uniform”                              | 50485.2      | Victor Lobl            | Peter Allan Fields                                                                                            | Sisko                    | luni, 3 februarie 1997   | 511         |
| Michael Eddington se întoarce, iar Sisko face o obsesie pentru prinderea lui.                                                                 |                                                |              |                        | |                          |                          |             |
| 514 | „In Purgatory's Shadow (Partea 1)”             | Necunoscută  | Gabrielle Beaumont     | Robert Hewitt Wolfe și Ira Steven Behr                                                                        | Diverse                  | luni, 10 februarie 1997  | 512         |
| Worf și Garak călătoresc în Cuadrantul Gamma pentru a investiga un mesaj Cardassian codat.                                                    |                                                |              |                        | |                          |                          |             |
| 515 | „By Inferno's Light (Partea 2)”                | 50564.2      | Les Landau             | Ira Steven Behr și Robert Hewitt Wolfe                                                                        | Diverse                  | luni, 17 februarie 1997  | 513         |
| Gul Dukat face o alianță între Cardassieni și Dominion. Stația Deep Space Nine trebuie să facă față unui intrus Polimorf.                     |                                                |              |                        | |                          |                          |             |
| 516 | „Doctor Bashir, I Presume?”                    | Necunoscută  | David Livingston       | Dramatizare: Ronald D. Moore Poveste: Jimmy Diggs                                                             | Bashir                   | luni, 24 februarie 1997  | 514         |
| Julian Bashir este selecționat pentru a deveni modelul unei Holograme Medicale, până când un secret de familie este dezvăluit.                |                                                |              |                        | |                          |                          |             |
| 517 | „A Simple Investigation”                       | Necunoscută  | John T. Kretchmer      | René Echevarria                                                                                               | Odo                      | luni, 31 martie 1997     | 515         |
| Odo se îndrăgostește de o femeie care lucrează pentru Sindicatul Orion.                                                                       |                                                |              |                        | |                          |                          |             |
| 518 | „Business as Usual”                            | Necunoscută  | Siddig El Fadil        | Bradley Thompson și David Weddle                                                                              | Quark                    | luni, 7 aprilie 1997     | 516         |
| Quark se implică în afaceri cu un grup de traficanți de arme, dar își dă seama că are totuși o conștiință.                                    |                                                |              |                        | |                          |                          |             |
| 519 | „Ties of Blood and Water”                      | 50712.5      | Avery Brooks           | Dramatizare: Robert Hewitt Wolfe Poveste: Edmund Newton & Robbin L. Slocum                                    | Kira                     | luni, 14 aprilie 1997    | 517         |
| Tekeny Ghemor sosește pe Deep Space Nine și anunță că este pe moarte.                                                                         |                                                |              |                        | |                          |                          |             |
| 520 | „Ferengi Love Songs”                           | Necunoscută  | René Auberjonois       | Ira Steven Behr și Hans Beimler                                                                               | Quark                    | luni, 21 aprilie 1997    | 518         |
| Rămas fără bani, Quark se întoarce acasă, unde descoperă că Moogie are un amant secret.                                                       |                                                |              |                        | |                          |                          |             |
| 521 | „Soldiers of the Empire”                       | Necunoscută  | LeVar Burton           | Ronald D. Moore                                                                                               | Worf, Dax                | luni, 28 aprilie 1997    | 519         |
| Martok, Worf, și Dax pleacă într-o misiune la bordul unei nave Klingoniene.                                                                   |                                                |              |                        | |                          |                          |             |
| 522 | „Children of Time”                             | 50814.2      | Allan Kroeker          | Dramatizare: René Echevarria Poveste: Gary Holland și Ethan H. Calk                                           | Diverse                  | luni, 5 mai 1997         | 520         |
| Un accident face ca membrii echipajului să-și întâlnească propriii descendenți și îi pune astfel în fața unei dileme etice.                   |                                                |              |                        | |                          |                          |             |
| 523 | „Blaze of Glory”                               | Necunoscută  | Kim Friedman           | Robert Hewitt Wolfe și Ira Steven Behr                                                                        | Sisko                    | luni, 12 mai 1997        | 521         |
| Un act disperat al grupării Maquis ar putea împinge Federația într-un război.                                                                 |                                                |              |                        | |                          |                          |             |
| 524 | „Empok Nor”                                    | Necunoscută  | Mike Vejar             | Dramatizare: Hans Beimler Poveste: Bryan Fuller                                                               | O'Brien, Garak           | luni, 19 mai 1997        | 522         |
| Membrii echipajului merg pe stația abandonată Empok Nor, soră a stației Deep Space Nine, pentru a recupera componente.                        |                                                |              |                        | |                          |                          |             |
| 525 | „In the Cards”                                 | Necunoscută  | Michael Dorn           | Dramatizare: Ronald D. Moore Poveste: Truly Barr Clark & Scott J. Neal                                        | Jake Sisko               | luni, 9 iunie 1997       | 523         |
| Jake vrea să-i facă un cadou tatălui său, pentru a-l mai înveseli.                                                                            |                                                |              |                        | |                          |                          |             |
| 526 | „Call to Arms”                                 | 50975.2      | Allan Kroeker          | Ira Steven Behr și Robert Hewitt Wolfe                                                                        | Diverse                  | luni, 16 iunie 1997      | 524         |
| Aflat în fața certitudinii că Dominionul preia controlul asupra Cuadrantului Alfa, Sisko hotărăște să mineze intrarea în gaura de vierme.     |                                                |              |                        | |                          |                          |             |

### Sezonul 6 (1997–1998)
| # | Titlu                               | Data stelară | Regie                  | Scenariu                                                                                    | Personaj(e) principal(e)  | Premiera                    | # producție |
| --- | ----------------------------------- | ------------ | ---------------------- | ------------------------------------------------------------------------------------------- | ------------------------- | --------------------------- | ----------- |
| 601 | „A Time to Stand”                   | Necunoscută  | Allan Kroeker          | Ira Steven Behr & Hans Beimler                                                              | Diverse                   | luni, 29 septembrie 1997    | 525         |
| După trei luni de la începerea războiului, DS9 este încă sub controlul Dominionului. Sisko și echipajul său primesc misiunea de a distruge o bază militară de importanță vitală, aflată departe în spațiul Dominionului. |                                     |              |                        |                                                                                             |                           |                             |             |
| 602 | „Rocks and Shoals”                  | 51107.2      | Mike Vejar             | Ronald D. Moore                                                                             | Diverse                   | luni, 6 octombrie 1997      | 527         |
| Sisko și echipajul său se prăbușesc pe o planetă, unde găsesc o bandă de soldați Jem'Hadar. |                                     |              |                        |                                                                                             |                           |                             |             |
| 603 | „Sons and Daughters”                | Necunoscută  | Jesús Salvador Treviño | Bradley Thompson & David Weddle                                                             | Worf, Kira                | luni, 13 octombrie 1997     | 526         |
| Aflat pe nava Generalului Martok, Worf își reîntâlnește fiul înstrăinat, Alexander. |                                     |              |                        |                                                                                             |                           |                             |             |
| 604 | „Behind the Lines”                  | 51149.5      | LeVar Burton           | René Echevarria                                                                             | Sisko, Odo, Kira          | luni, 20 octombrie 1997     | 528         |
| Sisko pune la cale un plan de a scoate din funcție o rețea de senzori critică pentru Dominion, în timp ce, pe stația Terok Nor, Kira, Jake, Rom și Odo fac eforturi pentru a submina Alianța între Cardassieni și Dominion. |                                     |              |                        |                                                                                             |                           |                             |             |
| 605 | „Favor the Bold (Partea 1)”         | Necunoscută  | Winrich Kolbe          | Ira Steven Behr & Hans Beimler                                                              | Diverse                   | luni, 27 octombrie 1997     | 529         |
| Aflând că mii de trupe ale Dominionului se grupează în Cuadrantul Gamma, Sisko plănuiește să recupereze controlul asupra stației Deep Space Nine și asupra găurii de vierme, înainte ca minele să fie detonate. Loialitatea lui Odo oscilează între femeia Polimorf și Kira.                                                                                             |                                     |              |                        |                                                                                             |                           |                             |             |
| 606 | „Sacrifice of Angels (Partea 2)”    | Necunoscută  | Allan Kroeker          | Ira Steven Behr & Hans Beimler                                                              | Diverse                   | luni, 3 noiembrie 1997      | 530         |
| Sisko este la comanda navei Defiant și a altor 600 de nave ale Federației împotriva unei armade formată de Dominion și Cardassieni, pentru a recupera stația Deep Space Nine. Damar îi arestează pe Kira, Jake și Leeta. |                                     |              |                        |                                                                                             |                           |                             |             |
| 607 | „You are Cordially Invited...”      | 51247.5      | David Livingston       | Ronald D. Moore                                                                             | Dax, Worf                 | luni, 10 noiembrie 1997     | 531         |
| Planurile lui Worf pentru o nuntă Klingoniană tradițională depind de acordul pretențioasei soții a lui Martok pentru ca Dax să fie acceptată în familia lor. |                                     |              |                        |                                                                                             |                           |                             |             |
| 608 | „Resurrection”                      | Necunoscută  | LeVar Burton           | Michael Taylor                                                                              | Kira                      | luni, 17 noiembrie 1997     | 532         |
| Copia din universul în oglindă a iubitului mort al Kirei, Vedek Bareil, o ia ostatecă pe aceasta pe stația Deep Space Nine, fugind de malefica Alianță din universul său. |                                     |              |                        |                                                                                             |                           |                             |             |
| 609 | „Statistical Probabilities”         | Necunoscută  | Anson Williams         | Dramatizare: René Echevarria Poveste: Pam Pietroforte                                       | Bashir                    | luni, 24 noiembrie 1997     | 533         |
| Bashir încearcă să reintegreze în societate un grup de inadaptați modificați genetic, dar Flota Stelară le cere acestora să devină un think tank atunci când oferă o analiză pătrunzătoare a negocierilor de pace cu Dominionul. |                                     |              |                        |                                                                                             |                           |                             |             |
| 610 | „The Magnificent Ferengi”           | Necunoscută  | Chip Chalmers          | Ira Steven Behr & Hans Beimler                                                              | Quark                     | joi, 1 ianuarie 1998        | 534         |
| Quark pornește într-o misiune de salvare atunci când mama sa, Ishka, este capturată de Dominion, iar Marele Nagus Zek oferă o recompensă pentru cel care o va aduce înapoi. |                                     |              |                        |                                                                                             |                           |                             |             |
| 611 | „Waltz”                             | 51413.6      | René Auberjonois       | Ronald D. Moore                                                                             | Sisko, Dukat              | joi, 8 ianuarie 1998        | 535         |
| Sisko se întâlnește cu fostul lider Cardassian, Gul Dukat, acum prizonier, în timp ce acesta așteaptă să fie anchetat pentru crime de război. |                                     |              |                        |                                                                                             |                           |                             |             |
| 612 | „Who Mourns for Morn?”              | Necunoscută  | Victor Lobl            | Mark Gehred-O'Connell                                                                       | Quark                     | miercuri, 4 februarie 1998  | 536         |
| Morn este ucis într-o furtună ionică, iar Sisko îl înștiințează pe Quark că Morn i-a lăsat întreaga lui avere. Însă, Quark are parte de competiție... |                                     |              |                        |                                                                                             |                           |                             |             |
| 613 | „Far Beyond the Stars”              | Necunoscută  | Avery Brooks           | Dramatizare: Ira Steven Behr & Hans Beimler Poveste: Marc Scott Zicree                      | Sisko                     | miercuri, 11 februarie 1998 | 538         |
| După ce nava unui prieten de-al său este distrusă, Sisko se gândește să plece din Flota Stelară. Viziunile cu el însuși în rolul unui scriitor de science fiction din America anilor 1950 îi afectează însă decizia. |                                     |              |                        |                                                                                             |                           |                             |             |
| 614 | „One Little Ship”                   | 51474.2      | Allan Kroeker          | David Weddle & Bradley Thompson                                                             | Diverse                   | miercuri, 18 februarie 1998 | 537         |
| Dax, O'Brien și Bashir se află la bordul unei nave Cărăuș, care este micșorată până la o lungime de aproximativ zece centimetri, în timp ce investighează un rar fenomen subspațial. |                                     |              |                        |                                                                                             |                           |                             |             |
| 615 | „Honor Among Thieves”               | Necunoscută  | Allan Eastman          | Dramatizate: René Echevarria Poveste: Philip Kim                                            | O'Brien                   | miercuri, 25 februarie 1998 | 539         |
| Serviciul de Informații al Flotei Stelare îl recrutează pe Maistrul O'Brien pentru a se infiltra în Sindicatul Orion și a găsi un informator al Flotei Stelare. |                                     |              |                        |                                                                                             |                           |                             |             |
| 616 | „Change of Heart”                   | 51597.2      | David Livingston       | Ronald D. Moore                                                                             | Worf, Dax                 | miercuri, 4 martie 1998     | 540         |
| Când Jadzia Dax este grav rănită într-o misiune, Worf trebuie să aleagă între a-i salva acesteia viața și a-și duce la capăt misiunea. |                                     |              |                        |                                                                                             |                           |                             |             |
| 617 | „Wrongs Darker Than Death or Night” | Necunoscută  | Jonathan West          | Ira Steven Behr & Hans Beimler                                                              | Kira                      | miercuri, 1 aprilie 1998    | 541         |
| Când Dukat îi dezvăluie Maiorului Kira că mama sa nu a murit când ea avea trei ani, ci a fost de fapt amanta lui, Kira călătorește în trecut cu ajutorul Globul Timpului Bajoran pentru a afla adevărul. |                                     |              |                        |                                                                                             |                           |                             |             |
| 618 | „Inquisition”                       | Necunoscută  | Michael Dorn           | Bradley Thompson & David Weddle                                                             | Bashir                    | miercuri, 8 aprilie 1998    | 542         |
| Bashir este acuzat că a făcut spionaj pentru Dominion fără să-și dea seama. |                                     |              |                        |                                                                                             |                           |                             |             |
| 619 | „In the Pale Moonlight”             | 51721.3      | Victor Lobl            | Dramatizare: Michael Taylor Poveste: Peter Allan Fields                                     | Sisko                     | miercuri, 15 aprilie 1998   | 543         |
| Sisko îl roagă pe Garak să-l ajute să-i convingă pe Romulani să intre în război împotriva Dominionului. |                                     |              |                        |                                                                                             |                           |                             |             |
| 620 | „His Way”                           | Necunoscută  | Allan Kroeker          | Ira Steven Behr & Hans Beimler                                                              | Odo                       | miercuri, 22 aprilie 1998   | 544         |
| Bashir se laudă cu un nou program holografic al unui bar de martini, în care cântă un artist din Las Vegasul anilor 1960 numit Vic Fontaine, care este un personaj foarte isteț și îi dă sfaturi lui Odo atunci când Kira îl vizitează pe fostul ei iubit, Shakaar. |                                     |              |                        |                                                                                             |                           |                             |             |
| 621 | „The Reckoning”                     | Necunoscută  | Jesús Salvador Treviño | Dramatizare: David Weddle & Bradley Thompson Poveste: Harry M. Werksman & Gabrielle Stanton | Sisko                     | miercuri, 29 aprilie 1998   | 545         |
| Sisko este chemat pe Bajor când se descoperă o tabletă antică ce conține un mesaj pentru Emisar. |                                     |              |                        |                                                                                             |                           |                             |             |
| 622 | „Valiant”                           | 51825.4      | Mike Vejar             | Ronald D. Moore                                                                             | Jake Sisko, Nog           | miercuri, 6 mai 1998        | 546         |
| Jake și Nog sunt atacați de către Jem'Hadar și sunt salvați de o navă clasa Defiant, sub comanda unor cadeți de la Flota Stelară. |                                     |              |                        |                                                                                             |                           |                             |             |
| 623 | „Profit and Lace”                   | Necunoscută  | Alexander Siddig       | Ira Steven Behr & Hans Beimler                                                              | Quark                     | miercuri, 13 mai 1998       | 547         |
| Quark dă o mână de ajutor atunci când statutul de Mare Nagus Ferengi al lui Zek este pus în pericol de propunerea acestuia ca femeile Ferengi să aibă drepturi egale. |                                     |              |                        |                                                                                             |                           |                             |             |
| 624 | „Time's Orphan”                     | Necunoscută  | Allan Kroeker          | Dramatizare: David Weddle & Bradley Thompson Poveste: Joe Menosky                           | O'Brien                   | miercuri, 20 mai 1998       | 548         |
| Molly O'Brien dispare într-un vortex și reapare ca o femeie de 18 ani, dar este sălbatică și pune mari dificultăți părinților. |                                     |              |                        |                                                                                             |                           |                             |             |
| 625 | „The Sound of Her Voice”            | 51948.3      | Winrich Kolbe          | Dramatizare: Ronald D. Moore Poveste: Pam Pietroforte                                       | Diverse                   | miercuri, 10 iunie 1998     | 549         |
| Nava Defiant recepționează un apel S.O.S. din partea Căpitanului Lisa Cusak, al cărei capsulă de salvare s-a prăbușit pe o planetă îndepărtată, în urma distrugerii navei sale. |                                     |              |                        |                                                                                             |                           |                             |             |
| 626 | „Tears of the Prophets”             | Necunoscută  | Allan Kroeker          | Ira Steven Behr & Hans Beimler                                                              | Sisko, Dax, Quark, Bashir | miercuri, 17 iunie 1998     | 550         |
| Comandamentul Flotei Stelare pornește o ofensivă asupra Dominionului, iar Sisko este ales pentru a conduce invazia Cardassiei, dar Alianța între Cardassieni și Dominion a dus la întărirea în secret a granițelor spațiului Cardassian. Dukat se întoarce pe Cardassia, ducând cu el cel mai recent plan diabolic de a zădărnici operațiunile de război ale Federației. |                                     |              |                        |                                                                                             |                           |                             |             |

### Sezonul 7 (1998–1999)
| # | Titlu                                   | Data stelară | Regie            | Scenariu                                                                   | Personaj(e) principal(e)       | Premiera                     | # producție |
| --- | --------------------------------------- | ------------ | ---------------- | -------------------------------------------------------------------------- | ------------------------------ | ---------------------------- | ----------- |
| 701 | „Image in the Sand”                     | Necunoscută  | Les Landau       | Ira Steven Behr & Hans Beimler                                             | Sisko, Worf, Kira              | miercuri, 30 septembrie 1998 | 551         |
| După ce Gaura de vierme Bajorană este distrusă, Sisko face eforturi pentru a lua legătura cu Profeții Bajorani. Kira deschide un spital militar Romulan, și o nouă Dax intră în scenă... |                                         |              |                  |                                                                            |                                |                              |             |
| 702 | „Shadows and Symbols”                   | 52152.6      | Allan Kroeker    | Ira Steven Behr & Hans Beimler                                             | Sisko, Dax, Worf, Kira         | miercuri, 7 octombrie 1998   | 552         |
| Căutările lui Sisko îl conduc spre aflarea adevărului despre existența sa, în timp ce Kira organizează o blocadă împotriva Romulanilor. |                                         |              |                  |                                                                            |                                |                              |             |
| 703 | „Afterimage”                            | Necunoscută  | Les Landau       | René Echevarria                                                            | Dax                            | miercuri, 14 octombrie 1998  | 553         |
| Toți cei care o cunoscuseră pe Jadzia Dax sunt profund afectați de prezența lui Ezri Dax, mai ales Worf. Între timp, Garak suferă de grave atacuri de claustrofobie. |                                         |              |                  |                                                                            |                                |                              |             |
| 704 | „Take Me Out to the Holosuite”          | Necunoscută  | Chip Chalmers    | Ronald D. Moore                                                            | Diverse                        | miercuri, 21 octombrie 1998  | 554         |
| Sisko trebuie să-și antreneze echipajul pentru a putea juca baseball, atunci când Vulcanienii îi provoacă la o partidă. |                                         |              |                  |                                                                            |                                |                              |             |
| 705 | „Chrysalis”                             | Necunoscută  | Jonathan West    | René Echevarria                                                            | Bashir                         | miercuri, 28 octombrie 1998  | 555         |
| Bashir se îndrăgostește de o pacientă cu îmbunătățiri genetice, pe care o trezește dintr-o stare catatonică. |                                         |              |                  |                                                                            |                                |                              |             |
| 706 | „Treachery, Faith, and the Great River” | Necunoscută  | Steve Posey      | Dramatizare: David Weddle & Bradley Thompson Poveste: Philip Kim           | Odo, O'Brien                   | miercuri, 4 noiembrie 1998   | 556         |
| Un dezertor Vorta îi dă lui Odo informații prețioase în schimbul azilului. |                                         |              |                  |                                                                            |                                |                              |             |
| 707 | „Once More Unto the Breach”             | Necunoscută  | Allan Kroeker    | Ronald D. Moore                                                            | Worf                           | miercuri, 11 noiembrie 1998  | 557         |
| Worf găsește o misiune de luptă pentru Kor, un bătrân erou Klingonian. |                                         |              |                  |                                                                            |                                |                              |             |
| 708 | „The Siege of AR-558”                   | Necunoscută  | Winrich Kolbe    | Ira Steven Behr & Hans Beimler                                             | Sisko, Dax, Quark, Bashir, Nog | miercuri, 18 noiembrie 1998  | 558         |
| Sisko și echipajul său preiau misiunea unor trupe ale Flotei Stelare, aflate sub asediul soldaților Jem'Hadar, la un important avanpost de comunicații. |                                         |              |                  |                                                                            |                                |                              |             |
| 709 | „Covenant”                              | Necunoscută  | John Kretchmer   | René Echevarria                                                            | Kira, Dukat                    | miercuri, 25 noiembrie 1998  | 559         |
| Dukat, acum un lider religios, o ține ostatecă pe Kira. |                                         |              |                  |                                                                            |                                |                              |             |
| 710 | „It's Only a Paper Moon”                | 52235.7      | Anson Williams   | Dramatizare: Ronald D. Moore Poveste: David Mack & John J. Ordover         | Nog                            | miercuri, 30 decembrie 1998  | 560         |
| Nog se rupe de realitate și începe să trăiască alături de Vic Fontaine. |                                         |              |                  |                                                                            |                                |                              |             |
| 711 | „Prodigal Daughter”                     | Necunoscută  | Victor Lobl      | David Weddle & Bradley Thompson                                            | Dax                            | miercuri, 6 ianuarie 1999    | 561         |
| Ezri merge la New Sydney pentru a-l găsi pe O'Brien și descoperă niște secrete de familie tulburătoare. |                                         |              |                  |                                                                            |                                |                              |             |
| 712 | „The Emperor's New Cloak”               | Necunoscută  | LeVar Burton     | Ira Steven Behr & Hans Beimler                                             | Quark                          | miercuri, 3 februarie 1999   | 562         |
| Quark și Rom trec pragul universului alternativ pentru a-l salva pe Marele Nagus Zek. |                                         |              |                  |                                                                            |                                |                              |             |
| 713 | „Field of Fire”                         | Necunoscută  | Tony Dow         | Robert Hewitt Wolfe                                                        | Dax                            | miercuri, 10 februarie 1999  | 563         |
| Ezri evocă o gazdă criminală a simbiontului Dax pentru a înțelege modul de gândire al unui criminal și a rezolva astfel niște crime ce avuseseră loc de curând. |                                         |              |                  |                                                                            |                                |                              |             |
| 714 | „Chimera”                               | Necunoscută  | Steve Posey      | René Echevarria                                                            | Odo                            | miercuri, 17 februarie 1999  | 564         |
| Un Polimorf îi cere lui Odo să părăsească stația și să se alăture eforturilor sale de a găsi alți polimorfi. |                                         |              |                  |                                                                            |                                |                              |             |
| 715 | „Badda-Bing Badda-Bang”                 | Necunoscută  | Mike Vejar       | Ira Steven Behr & Hans Beimler                                             | Diverse                        | miercuri, 24 februarie 1999  | 566         |
| Echipajul încearcă să-l ajute pe Vic Fontaine atunci când un mafiot cumpără hotelul acestuia. |                                         |              |                  |                                                                            |                                |                              |             |
| 716 | „Inter Arma Enim Silent Leges”          | Necunoscută  | David Livingston | Ronald D. Moore                                                            | Bashir                         | miercuri, 3 martie 1999      | 565         |
| În timp ce participă la o conferință pe planeta Romulus, Bashir devine agentul fără voie al agenției Secțiunea 31. |                                         |              |                  |                                                                            |                                |                              |             |
| 717 | „Penumbra”                              | 52576.2      | Steve Posey      | René Echevarria                                                            | Sisko, Dax, Worf               | miercuri, 7 aprilie 1999     | 567         |
| Ezri îl caută pe Worf, dispărut, iar Sisko își face planurile pentru căsătoria cu Kasidy Yates. |                                         |              |                  |                                                                            |                                |                              |             |
| 718 | „’Til Death Do Us Part”                 | Necunoscută  | Winrich Kolbe    | Bradley Thompson & David Weddle                                            | Sisko, Dax, Worf, Dukat, Winn  | miercuri, 14 aprilie 1999    | 568         |
| Capturați de către rasa Breen, Ezri și Worf sunt supuși unor torturi mentale. Sisko suferă după ce logodna sa cu Kassidy se destramă. Deghizat în Bajoran, Dukat începe munca de convingere pentru a o determina pe Kai Winn să-i venereze pe maleficii Pah-Wraiths.                                                     |                                         |              |                  |                                                                            |                                |                              |             |
| 719 | „Strange Bedfellows”                    | Necunoscută  | René Auberjonois | Ronald D. Moore                                                            | Dax, Worf, Dukat, Winn         | miercuri, 21 aprilie 1999    | 569         |
| Se naște o alianță între Dominion și rasa Breen, ceea ce se dovedește a fi o lovitură devastatoare pentru Federație. Ezri și Worf sunt condamnați la moarte pe Cardassia. |                                         |              |                  |                                                                            |                                |                              |             |
| 720 | „The Changing Face of Evil”             | Necunoscută  | Mike Vejar       | Ira Steven Behr & Hans Beimler                                             | Diverse                        | miercuri, 28 aprilie 1999    | 570         |
| Războiul ajunge la un punct de răscruce atunci când Dominionul reia controlul asupra sistemului Chin'Toka, unicul bastion al Aliaților din spațiul inamicului. Între timp, Winn află că Dukat plănuiește să-i elibereze pe Pah-Wraiths, iar Damar conduce o revoltă împotriva Dominionului.                              |                                         |              |                  |                                                                            |                                |                              |             |
| 721 | „When It Rains…”                        | Necunoscută  | Michael Dorn     | Dramatizare: René Echevarria Poveste: René Echevarria & Spike Steingasser  | Odo, Worf, Bashir, Kira        | miercuri, 5 mai 1999         | 571         |
| Sisko dă ordin Maiorului Kira să-i instruiască pe Cardassieni în tactici de rezistență, după ce rebeliunea lui Damar câștigă teren; în acest timp, Bashir face o descoperire șocantă despre boala care face ravagii printre Fondatori.                                                                                   |                                         |              |                  |                                                                            |                                |                              |             |
| 722 | „Tacking Into the Wind”                 | Necunoscută  | Mike Vejar       | Ronald D. Moore                                                            | Odo, Worf, Bashir, Kira        | miercuri, 12 mai 1999        | 572         |
| Kira pune la cale un plan pentru a fura arma Breen, iar Worf este inițiatorul unui schimb de putere în Imperiul Klingonian. |                                         |              |                  |                                                                            |                                |                              |             |
| 723 | „Extreme Measures”                      | 52645.7      | Steve Posey      | David Weddle & Bradley Thompson                                            | Bashir, O'Brien                | miercuri, 19 mai 1999        | 573         |
| Bashir și O'Brien trebuie să intre în mintea unui personaj ce deține leacul pentru boala lui Odo. |                                         |              |                  |                                                                            |                                |                              |             |
| 724 | „The Dogs of War”                       | 52861.3      | Avery Brooks     | Dramatizare: René Echevarria & Ronald D. Moore Poveste: Peter Allan Fields | Dax, Bashir, Quark, Kira       | miercuri, 26 mai 1999        | 574         |
| Rebeliunea este distrusă, iar Kira, Garak și Damar scapă ca prin urechile acului dintr-o ambuscadă a Dominionului pe Cardassia. Marele Nagus Zek îi spune lui Quark că Rom urmează să-i fie succesor. |                                         |              |                  |                                                                            |                                |                              |             |
| 725-726 | „What You Leave Behind”                 | Necunoscută  | Allan Kroeker    | Ira Steven Behr & Hans Beimler                                             | Diverse                        | miercuri, 2 iunie 1999       | 575–576     |
| Sisko este în fruntea Alianței între Federație, Klingonieni și Romulani, în ofensiva finală asupra planetei natale a Cardassienilor. Dukat și Winn călătoresc spre peșterile focului pentru a-i elibera pe Pah-Wraiths, iar Damar își conduce poporul spre o revoluție ce are ca scop răsturnarea tiraniei Dominionului. |                                         |              |                  |                                                                            |                                |                              |             |